# マイルス・デイヴィス・トリビュート
| 専門評論家によるレビュー | 専門評論家によるレビュー |
| レビュー・スコア         | レビュー・スコア         |
| 出典                     | 評価                     |
| ------------------------ | ------------------------ |
| AllMusic                 | [ 2 ]                    |

『マイルス・デイヴィス・トリビュート』（A Tribute to Miles) は、晩期のマイルス・デイヴィス・クインテットの5人のメンバーのうち、1991年に死去したマイルス・デイヴィス以外の4人、ハービー・ハンコック、ウェイン・ショーター、トニー・ウィリアムス、ロン・カーターによるデイヴィスへの追悼盤、トリビュート・アルバム。デイヴィスに代わってトランペットを演奏するのはウォレス・ルーニーである。アルバムの名義は、ハービー・ハンコック・ウィズ・フレンズなどとされることもある。
このアルバムによって、5人は1995年の第37回グラミー賞で最優秀ジャズ・インストゥメンタル・パフォーマンス賞-インディビデュアル/グループを受賞した。

## トラックリスト
1. ソー・ホワット (So What) (Live) (Miles Davis) - 10:19
2. RJ (RJ) (Carter) - 4:04
3. リトル・ワン (Little One) (Hancock) - 7:20
4. ピノキオ (Pinocchio) (Shorter) - 5:45
5. エレジー (Elegy) (Williams) - 8:43
6. エイティ・ワン (Eighty One) (Davis, Carter) - 7:29
7. オール・ブルース (All Blues) (Live) (Davis) - 15:17

## パーソネル
- ハービー・ハンコック - ピアノ、カリオペ（英語版）
- ウェイン・ショーター - テナー・サクソフォーン、ソプラノ・サク ソフォーン
- ウォレス・ルーニー - トランペット
- ロン・カーター - ベース
- トニー・ウィリアムス - ドラムス

## 外部インク
- Herbie Hancock | Wayne Shorter | Ron Carter | Wallace Roney | Tony Williams* ‎– A Tribute To Miles - Discogs (発売一覧)